# Ferdinand von Stosch (General)
Theodor Ferdinand Stosch, seit 1815 von Stosch (* 6. Juni 1784 in Magdeburg; † 24. August 1857 in Berlin) war ein preußischer Generalleutnant und Vorstand der Abteilung für das Invalidenwesen im Kriegsministerium.

## Leben

### Herkunft
Theodor Ferdinand war der Sohn des Berliner Oberhofpredigers und Oberkonsistorialrats Ferdinand Stosch (1750–1821) und dessen Ehefrau Marianne Philippine, geborene Hachtmann (1758–1847).

### Karriere
Stosch besuchte das Joachimsthaler Gymnasium und nahm ab Ende Mai 1802 ein Studium der Rechtswissenschaft en an der Universität Halle auf. Im Jahr 1804 trat er als Auditeur der Reitenden Artillerie der Preußischen Armee bei. Im Vierten Koalitionskrieg nahm Stosch an der Schlacht bei Auerstedt teil und wurde im Jahr darauf zum Sekondeleutnant bei einem Reservebataillon ernannt. 1809 kam er als Auditeur zur Brandenburgischen Artilleriebrigade. Am 8. November 1811 wurde er vortragender Auditeur und Justizrat bei der Generalinspektion der Artillerie. Noch im Jahr 1812 ging Stosch als Kreisjustizrat nach Goldberg. Hier erlebte er den Beginn der Befreiungskriege. Am 1. März 1813 wurde er vom Landkreis Goldberg zum Kompanieführer im 14. Schlesischen Landwehr-Infanterie-Regiment gewählt. Am 1. Juni 1813 folgte seine Kommandierung als Adjutant zum Gouverneur von Schlesien, dem General Gneisenau. Am 8. Dezember 1813 wurde er Premierleutnant und dauerhaft Adjutant bei Gneisenau. Stosch kämpfte in der Schlacht an der Katzbach und bekam für die Völkerschlacht bei Leipzig das Eiserne Kreuz II. Klasse. Nach der Schlacht bei Fère-Champenoise erhielt Stosch den Orden der Heiligen Anna II. Klasse. Am 7. Dezember 1814 wurde er zum Stabskapitän befördert und gleichzeitig zur Dienstleistung ins Kriegsministerium kommandiert. Auf Veranlassung von Gneisenau wurde Stosch am 11. Januar 1815 durch König Friedrich Wilhelm III. in den erblichen preußischen Adelsstand erhoben.
Mit seiner Beförderung zum Kapitän wurde Stosch am 3. Mai 1815 wieder Adjutant von Gneisenau. In dieser Stellung nahm er an der Schlacht bei Ligny teil und erhielt für Belle Alliance den Orden des Heiligen Wladimir IV. Klasse. Schon am 2. Oktober 1815 avancierte er zum Major und kam als Adjutant zum Generalkommando in Koblenz. Hier arbeitete er unter Gneisenau und dessen Nachfolgern.
Am 30. März 1824 wurde Stosch dem 25. Infanterie-Regiment aggregiert und im Jahr darauf mit dem Kommandeurkreuz des Ordens vom Zähringer Löwen ausgezeichnet. Am 20. Januar 1826 wurde er zum zweiten Kommandanten der Festung Koblenz und Ehrenbreitstein ernannt. Unter Belassung in seiner Stellung als Kommandant wurde Stosch am 15. Oktober 1828 dem 15. Infanterie-Regiment aggregiert. Am 30. März 1830 beförderte man ihn zum Oberstleutnant und am 30. März 1833 mit Patent vom 6. April 1833 zum Oberst. Am 20. März 1839 wurde er als Vorstand der Abteilung für das Invalidenwesen in das Kriegsministerium nach Berlin versetzt und ein Jahr später zum Generalmajor befördert. Zudem erhielt Stosch ab dem 1. Januar 1841 eine persönliche Zulage von 400 Talern. Am 22. Januar 1843 wurde er mit dem Roten Adlerorden II. Klasse mit Eichenlaub ausgezeichnet und am 21. März 1845 erhöhte sich seine Zulage um weitere 400 Taler jährlich. Am 27. März 1847 wurde er zum Generalleutnant befördert, um am 2. April 1849 auf eigenes Ansuchen mit einer Pension von 2250 Talern in den Ruhestand zu treten.
Er starb am 24. August 1857 in Berlin und wurde auf dem Invalidenfriedhof neben seiner Frau beigesetzt.

### Familie
Stosch heiratete am 14. Oktober 1814 in Berlin Karoline Waltersdorf (1785–1848), geschiedene Kräwel, Mutter des späteren Generals Karl von Kraewel (1814–1891). Das Paar hatte mehrere Kinder:
- Ferdinand Hermann (1815–1866), Oberförster in Gransee ⚭ 1850 Marie Ernestine von Kykbusch (1814–1865)
- Maximilian August (1816–1877), Major a. D., Ingenieuroffizier in Kolberg ⚭ Johanna Adolfine Marianne Eck (1825–1891)
- Albrecht (1818–1896), preußischer General der Infanterie, Chef der deutschen Admiralität und Staatsminister ⚭ 1845 Johanna Katharina Rosalie Ulrich (1822–1902)
- Auguste Ida Sophie (1820–1824)
- Max Friedrich Wolf (1822–1870), preußischer Oberst und Kommandeur des 1. Niederschlesischen Infanterie-Regiments Nr. 46, gestorben an den Folgen seiner Verwundung in der Schlacht bei Wörth
- Therese Wilhelmine Luise (1824–1911) ⚭ 5. Dezember 1846 mit Gustav Peterson (1812–1877), Direktor des Rechnungshofes des Deutschen Reiches[1]
- Paula Luise Julie (1828–1884).